# Flavio Giovenale
Flavio Giovenale (Murello, 5 giugno 1954) è un vescovo cattolico italiano, dal 19 settembre 2018 vescovo di Cruzeiro do Sul.

## Biografia
È nato il 5 giugno 1954 a Murello, nell'arcidiocesi di Torino.

### Formazione e ministero sacerdotale
Entrato nell'ordine salesiano, è andato missionario in Brasile dove ha studiato filosofia presso l'Istituto salesiano di Lorena e teologia nell'Istituto "Pio XI" di San Paolo, conseguendo poi la licenza in spiritualità presso l'Università Pontificia Salesiana di Roma.
È stato ordinato presbitero nel suo paese natale il 20 dicembre 1981.
In Brasile ha ricoperto vari incarichi nell'ambito della famiglia salesiana fra cui quello di rettore del seminario minore e maggiore salesiano di Manaus.

### Ministero episcopale
L'8 ottobre 1997 papa Giovanni Paolo II lo ha nominato vescovo di Abaetetuba; ha ricevuto l'ordinazione episcopale l'8 dicembre seguente da Luiz Soares Vieira, arcivescovo di Manaus, co-consacranti José Vieira de Lima, vescovo di Marabá, e Irineu Danelón, vescovo di Lins.
Dal 2007 è stato per quattro anni presidente e poi per altri quattro anni segretario del Regionale "Norte II" della Conferenza episcopale brasiliana; inoltre dal 2011 al 2015 è stato anche presidente della Caritas brasiliana.
Il 19 settembre 2012 papa Benedetto XVI lo ha trasferito alla diocesi di Santarém.
Infine, il 19 settembre 2018 papa Francesco lo ha trasferito alla diocesi di Cruzeiro do Sul.

## Genealogia episcopale e successione apostolica
La genealogia episcopale è:
- Cardinale Scipione Rebiba
- Cardinale Giulio Antonio Santori
- Cardinale Girolamo Bernerio, O.P.
- Arcivescovo Galeazzo Sanvitale
- Cardinale Ludovico Ludovisi
- Cardinale Luigi Caetani
- Cardinale Ulderico Carpegna
- Cardinale Paluzzo Paluzzi Altieri degli Albertoni
- Papa Benedetto XIII
- Papa Benedetto XIV
- Papa Clemente XIII
- Cardinale Marcantonio Colonna
- Cardinale Giacinto Sigismondo Gerdil, B.
- Cardinale Giulio Maria della Somaglia
- Cardinale Carlo Odescalchi, S.I.
- Cardinale Costantino Patrizi Naro
- Cardinale Lucido Maria Parocchi
- Papa Pio X
- Cardinale Gaetano De Lai
- Cardinale Raffaele Carlo Rossi, O.C.D.
- Cardinale Amleto Giovanni Cicognani
- Arcivescovo Carmine Rocco
- Vescovo Domingos Gabriel Wisniewski, C.M.
- Arcivescovo Luiz Soares Vieira
- Vescovo Flavio Giovenale, S.D.B.

La successione apostolica è:
- Vescovo Adolfo Zon Pereira, S.X. (2014)